# Ceremhiv, Colomeea
Ceremhiv (în ucraineană Черемхів) este o comună în raionul Colomeea, regiunea Ivano-Frankivsk, Ucraina, formată numai din satul de reședință.

## Demografie
Componența lingvistică a comunei Ceremhiv
     Ucraineană (99,55%)
     Alte limbi (0,44%)
Conform recensământului din 2001, majoritatea populației comunei Ceremhiv era vorbitoare de ucraineană (99,55%), existând în minoritate și vorbitori de alte limbi.